# Volfgang Vuk de Gyula
Volfgang Gyulai OSPPE (maďarsky Gyulai Farkas, ? – 24. ledna 1550, Bratislava) byl maďarský římskokatolický biskup v Záhřebu.

## Život
Pocházel ze šlechtické rodiny Gyulaiů. Působil v řádu paulínů (řád svatého Pavla Poustevníka), kde byl prvním ze čtyř převorů kláštera paulínů v Lepoglavě, kteří se později stali záhřebskými biskupy.
Do funkce záhřebského biskupa byl zvolen v listopadu 1548 a 24. února roku 1549 jej císař Ferdinand I. s velkou pompou jmenoval do úřadu. Období jeho úřadování bylo značně obtížné, neboť v této se odehrával mocenský boj mezi císařem Ferdinandem a králem Janem Zápolským. V tomto zápase zvítězil Ferdinand a Jan Zápolský zemřel v roce 1540. Zároveň bylo toto období poznamenáno nájezdy Turků, při nichž byla Osmany dobyta města Požega a Klis.
V roce 1550 se zúčastnil zasedání sněmu v Bratislavě, kde později téhož roku zemřel. 10. února byl pochován v záhřebské katedrále, kde byla uložena jeho mitra pozázená perlami.
Jeho nástupcem se stal 4. července 1550 Pavel Gregorián.